# Divizia A 1988-1989
La Divizia A 1988-1989 è stata la 71ª edizione della massima serie del campionato di calcio rumeno, disputato tra il 21 agosto 1988 e il 20 giugno 1989 e concluso con la vittoria finale della Steaua București, al suo quattordicesimo titolo e quinto consecutivo.
Capocannoniere del torneo fu Dorin Mateuț (Dinamo București), con 43 reti.

## Formula
Come nella stagione precedente le squadre partecipanti furono 18 e disputarono un turno di andata e ritorno per un totale di trentaquattro partite.
Le ultime tre classificate retrocedettero in Divizia B.
Le qualificate alle coppe europee furono quattro: la vincente alla coppa dei Campioni 1989-1990, terza e quarta alla Coppa UEFA 1989-1990 e la finalista della coppa di Romania alla coppa delle Coppe 1989-1990.

## Classifica finale
|    | Classifica            | G  | V  | N | P  | GF  | GS  | Dif  | Pt |
| -- | --------------------- | -- | -- | - | -- | --- | --- | ---- | -- |
| 1  | Steaua București      | 34 | 31 | 3 | 0  | 121 | 28  | +93  | 65 |
| 2  | Dinamo București      | 34 | 30 | 2 | 2  | 130 | 28  | +102 | 62 |
| 3  | Victoria București    | 34 | 20 | 5 | 9  | 81  | 60  | +21  | 45 |
| 4  | Flacăra Moreni        | 34 | 16 | 4 | 14 | 63  | 47  | +16  | 36 |
| 5  | Universitatea Craiova | 34 | 15 | 6 | 13 | 52  | 52  | 0    | 36 |
| 6  | Sportul Studențesc    | 34 | 15 | 4 | 15 | 52  | 59  | -7   | 34 |
| 7  | FC Bihor Oradea       | 34 | 13 | 6 | 15 | 40  | 46  | -6   | 32 |
| 8  | FC Olt Scornicești    | 34 | 12 | 8 | 14 | 38  | 47  | -9   | 32 |
| 9  | Farul Constanța       | 34 | 14 | 4 | 16 | 36  | 48  | -12  | 32 |
| 10 | FCM Brașov            | 34 | 12 | 7 | 15 | 46  | 52  | -6   | 31 |
| 11 | Inter Sibiu           | 34 | 13 | 5 | 16 | 45  | 57  | -12  | 31 |
| 12 | SC Bacău              | 34 | 13 | 4 | 17 | 49  | 55  | -6   | 30 |
| 13 | FC Argeș Pitești      | 34 | 13 | 4 | 17 | 40  | 50  | -10  | 30 |
| 14 | U Cluj                | 34 | 11 | 8 | 15 | 43  | 55  | -12  | 30 |
| 15 | Corvinul Hunedoara    | 34 | 13 | 3 | 18 | 47  | 68  | -21  | 29 |
| 16 | Oțelul Galați         | 34 | 11 | 6 | 17 | 36  | 59  | -23  | 28 |
| 17 | Rapid București       | 34 | 10 | 3 | 21 | 39  | 67  | -28  | 23 |
| 18 | ASA Târgu Mureș       | 34 | 2  | 2 | 30 | 23  | 101 | -78  | 6  |

### Verdetti
- Steaua București Campione di Romania 1988-89.
- Oțelul Galați, Rapid București e ASA Târgu-Mureș retrocesse in Divizia B.

### Qualificazioni alle Coppe europee
- Coppa dei Campioni 1989-1990: Steaua București qualificato.
- Coppa UEFA 1989-1990: Victoria București e Flacăra Moreni qualificate.